# Raión de Babruysk
Babruysk (en bielorruso: Bielo) es un raión o distrito de Bielorrusia, en la provincia (óblast) de Maguilov. 
Comprende una superficie de 1 608 km².

## Demografía
Según estimación 2010 contaba con una población total de 20 660 habitantes.